# Ölme

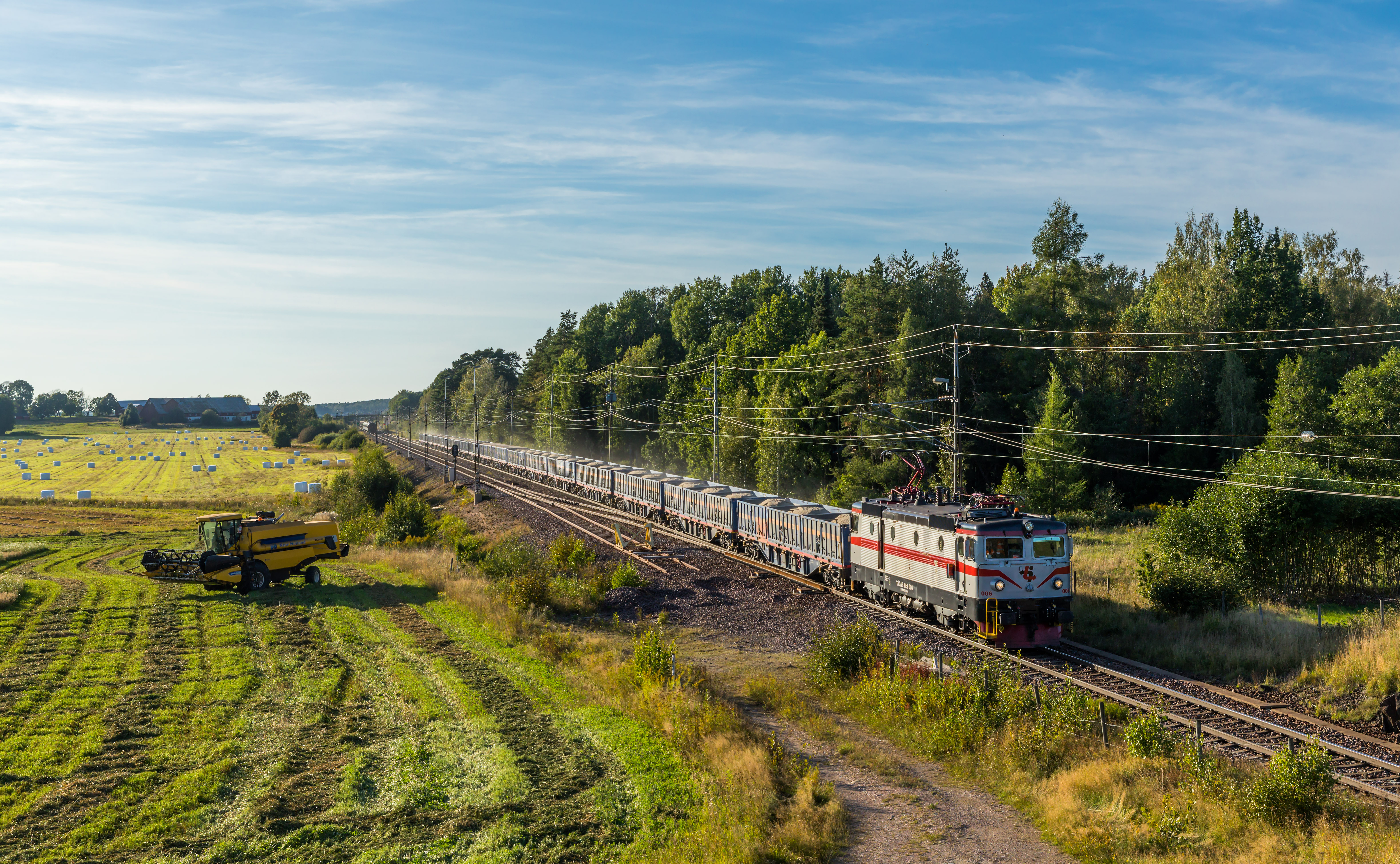
Un train de la compagnie Tågåkeriet i Bergslagen passe dans la campagne de Ölme. Aout 2021.

Ölme est une localité de Suède dans la commune de Kristinehamn située dans le comté de Värmland.
Sa population était de 226 habitants en 2019.